# Kent Williams
Kent Robert Williams (nacido en 1962) es un pintor y dibujante de cómics estadounidense. 

## Biografía
Williams nació en New Bern, Carolina del Norte. Cursó sus estudios superiores en el Pratt Institute, de Nueva York, graduándose en 1984. Williams, un pintor y dibujante consumado, ha canalizado su obra a través de diversos medios de expresión, incluyendo los cómics (entre su obra, destaca la versión en cómic de La fuente de la vida, junto al cineasta Darren Aronofsky), grabados, fotografía, diseño, arquitectura, y cine. En 1991 se publicó una selección de su obra en papel: Kent Williams: Drawings & Monotypes. En 2001 se publicó Koan: Paintings by Jon J Muth & Kent Williams. Su monografía, Kent Williams, Amalgam: Paintings & Drawings, 1992-2007, con textos de Edward Lucie-Smith y Julia Morton, es la recopilación más completa de la obra de Williams hasta la fecha.

## Cómics
Desde 1983 a 1985, Kent Williams fue un colaborador habitual de Epic Illustrated, publicada por Marvel Comics. Colaboró con el guionista J. M. DeMatteis en Blood: A Tale en 1987 y con los guionistas Walt y Louise Simonson y el dibujante Jon J Muth en Kaos y Lobezno: Meltdown al año siguiente. Williams fue el portadista regular del cómic publicado por DC Comics / Vertigo Hellblazer entre 1990 y 1991. El historiador del cómic Les Daniels dijo al respecto que «el estilo impresionista de Williams es un ejemplo de la nueva mirada que la línea Vertigo llevó a los cómics». Williams dibujó la historia corta "Miedo a caer" para el número 1 Vertigo Preview (1993), protagonizada por the Sandman y escrita por Neil Gaiman. En 2006 ilustró la novela gráfica en la que se adaptaba al cómic la película La fuente de la vida, a partir del guion de Darren Aronofsky.

## Enseñanza
Williams fue profesor visitante en el Pratt Institute, y ha enseñado en el California College of the Arts; en la East Carolina University; y en el California Institute of the Arts (CalArts). Williams vive en Los Ángeles y enseña pintura en el Art Center College of Design.

## Exposiciones
Su obra ha sido objeto de varias exposiciones exclusivas, en sitios como Nueva York; San Francisco; Sundance; en el Nasher Museum of Art, Durham; en Santa Fe, Nuevo México; y en Los Ángeles. Su cuadro Trace Double-Portrait se exhibió en la National Portrait Gallery en Washington, D.C., como parte de la Outwin Boochever 2006 Portrait Exhibition.

## Premios
Williams ha recibido varios premios por su obra, como el Yellow Kid Award, el prestigioso premio del cómic italiano otorgado por Lucca.